# Rojivka, Brovarî
Rojivka (în ucraineană Рожівка) este o comună în raionul Brovarî, regiunea Kiev, Ucraina, formată numai din satul de reședință.

## Demografie
Componența lingvistică a comunei Rojivka
     Ucraineană (96,15%)
     Rusă (3,04%)
     Alte limbi (0,4%)
Conform recensământului din 2001, majoritatea populației comunei Rojivka era vorbitoare de ucraineană (96,15%), existând în minoritate și vorbitori de rusă (3,04%).